# Isla Vista
Isla Vista est une census-designated place située dans le comté de Santa Barbara, en Californie, aux États-Unis. Isla Vista n’est pas incorporée. Lors du recensement de 2010, sa population s’élevait à 23 096 habitants.

## Personnalités
- Rebelution, groupe de rock/reggae
- L’artiste Kim Yasuda a mené plusieurs projets à Isla Vista